# Neobisium stygium
Neobisium stygium är en spindeldjursart som beskrevs av Beier 1931. Neobisium stygium ingår i släktet Neobisium och familjen helplåtklokrypare. Inga underarter finns listade i Catalogue of Life.